# 羅茲多利內 (卡霍夫卡區)
46°41′17″N 33°32′46″E / 46.68806°N 33.54611°E

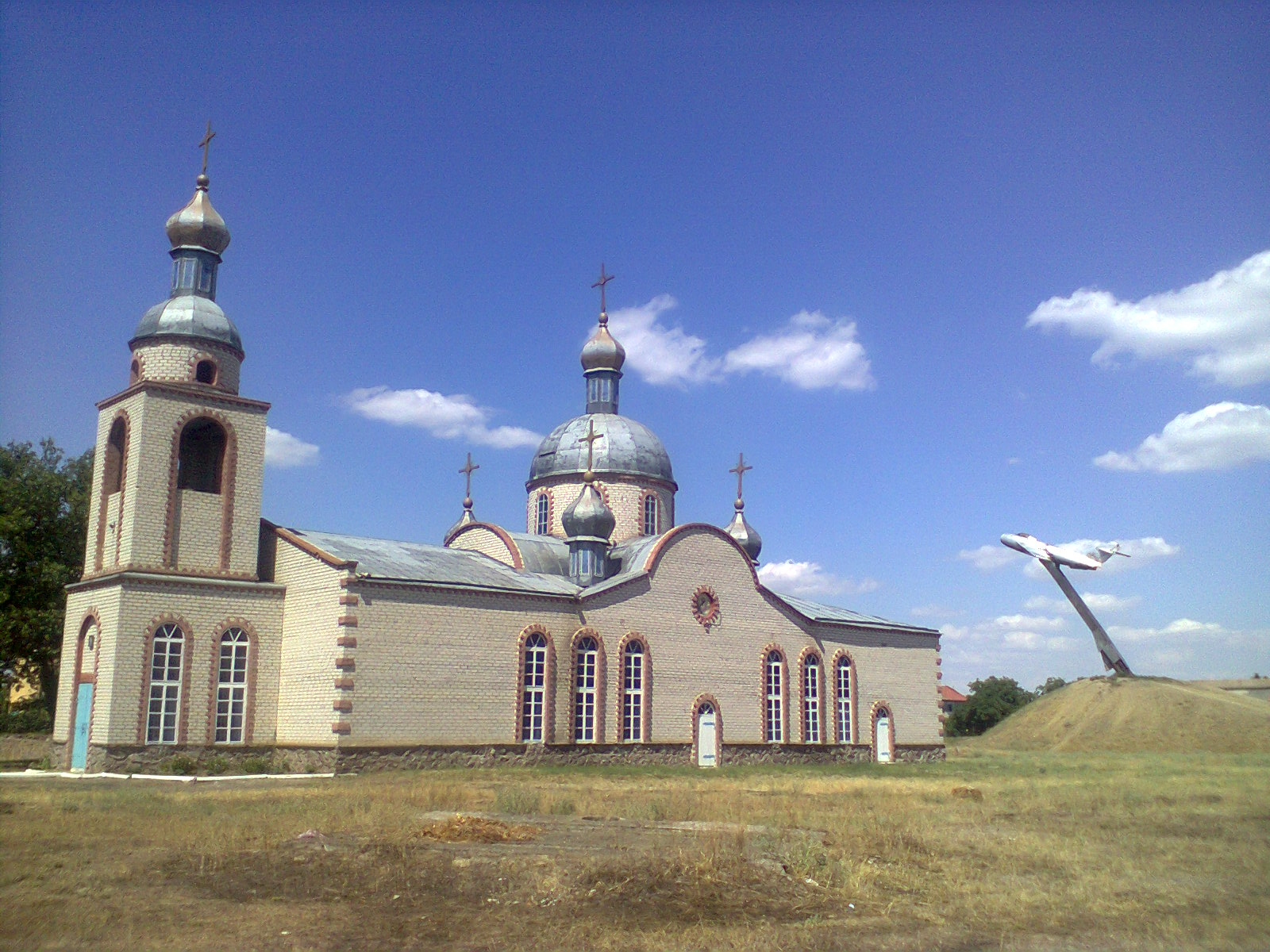
教堂

羅茲多利内（烏克蘭語：Роздольне）是位於烏克蘭南部的村莊，由赫爾松州卡霍夫卡區的卡霍夫卡市鎮負責管轄。該村始建於1936年，面積2.38平方公里，海拔高度47米，2001年人口2,482，人口密度每平方公里1,042人。